# SN 1988K
SN 1988K – supernowa typu Ia odkryta 12 kwietnia 1988 roku w galaktyce M+05-31-123. W momencie odkrycia miała maksymalną jasność 18,00m.